# Ничего себе поездочка
«Ничего себе поездочка» (англ. Joy Ride) — американский молодёжный триллер 2001 года, снятый Джоном Далом по сценарию Клэя Тэрвера и Дж. Дж. Абрамса. Главные роли сыграли Стив Зан, Пол Уокер и Лили Собески. В 2008 году вышло продолжение фильма — «Ничего себе поездочка 2: Смерть впереди».

## Сюжет
Путешествуя из Калифорнии в Колорадо, чтобы забрать свою подругу детства и возлюбленную Венну, Льюис вынужден остановиться в Солт-Лейк-Сити после того, как узнает, что его отчужденный брат Фуллер был арестован. Льюис вносит за него залог, и Фуллер присоединяется к поездке.
Фуллер установил в машине Льюиса радиоприемник CB, и они начинают подслушивать болтовню дальнобойщиков. Фуллер уговаривает Льюиса подшутить над водителем грузовика по прозвищу Ржавый Гвоздь, попросив его притвориться женщиной по имени Кэнди Кейн. Они назначают встречу с Ржавым Гвоздем в мотеле, где Льюис и Фуллер проводят ночь; они говорят Гвоздю, что Кэнди Кейн будет в номере 17, номере раздражительного бизнесмена-расиста, с которым у Фуллера произошла неприятная встреча на стойке регистрации. Когда приходит Ржавый Гвоздь, братья слушают из соседней комнаты; ненадолго слышен спор и звуки потасовки.
На следующее утро Льюис и Фуллер узнают, что полиция нашла бизнесмена на шоссе с оторванной нижней челюстью. Льюис признает, что они были замешаны, и шериф Риттер обвиняет их в их роли в инциденте, но отпускает их. Вернувшись в дорогу, Ржавый Гвоздь снова слышит по радио о Кэнди Кейн. Льюис рассказывает о розыгрыше, и Ржавый Гвоздь требует извинений, но вместо этого Фуллер оскорбляет его. Ржавый Гвоздь говорит о том, что им следует починить задний фонарь, указывая на то, что он следует за ними.
Они подъезжают к ближайшей заправочной станции и безуспешно пытаются связаться с шерифом Риттером. Увидев большой грузовик, въезжающий на заправку, они убегают с места происшествия в тупик, а водитель грузовика преследует их. Водитель оказывается добрым незнакомцем, пытающимся вернуть кредитную карточку Льюиса, которую он оставил в панике. Затем в его грузовике появляется настоящий Ржавый Гвоздь, и, когда он медленно прижимает машину Льюиса к дереву, Фуллер истерично извиняется. Ржавый Гвоздь уезжает, объявляя свои действия просто ответной шуткой.
Полагая, что они в безопасности, братья прибывают в Колорадо и забирают Венну. Они останавливаются в мотеле, и, когда Льюис засыпает, Ржавый Гвоздь звонит ему в номер, сообщая, что заметил, что к ним присоединилась Венна. Они убегают из мотеля, но видят надписи, нанесенные ржавым лаком для ногтей на дорожных знаках, с указанием заглянуть в багажник; они находят радиоприемник, который Фуллер ранее выбросил из окна машины. Затем Ржавый Гвоздь снова связывается с ними по радио, объявляя, что он похитил подругу Венны Шарлотту, и направляет их на кукурузное поле, где все трое разделяются. Ржавый Гвоздь похищает Венну.
Он назначает встречу в другом мотеле в номере 17, повторяя фальшивое свидание, которым его разыграли. Он устанавливает ловушку, которая убьет Венну, если дверь комнаты будет открыта. Фуллер пытается проникнуть в комнату через заднее окно, но оказывается ранен Ржавым Гвоздем и застревает снаружи. Льюис пытается освободить Фуллера, когда полиция прибывает на помощь Венне. Тем временем грузовик Ржавого Гвоздя появляется на холме и начинает катиться вниз по направлению к мотелю. Братья вовремя освобождают Венну, и все спасаются бегством, когда грузовик врезается в мотель. Когда полиция осматривает грузовик Ржавого Гвоздя, они видят мертвое тело на водительском сиденье и Шарлотту, все еще живую, на заднем сиденье.
В то время как Льюису, Фуллеру и Венне оказывают медицинскую помощь от полученных травм на месте происшествия, мертвый мужчина внутри грузовика оказывается дружелюбным водителем грузовика, который вернул кредитную карточку Льюиса. Из реанимационного отделения в машине скорой помощи группа слышит голос Ржавого Гвоздя, узнавая, что он жив и свободен.

## В ролях
| Актёр           | Роль                                 |
| --------------- | ------------------------------------ |
| Стив Зан        | Фуллер Томас                         |
| Пол Уокер       | Льюис Томас                          |
| Лили Собески    | Венна                                |
| Джессика Боуман | Шарлотта                             |
| Стюарт Стоун    | Дэнни                                |
| Бэзил Уоллес    | продавец машин                       |
| Брайан Лекнер   | офицер Кинни                         |
| Рэйчел Сингер   | владелица заправки                   |
| Луис Кортес     | менеджер ночной смены                |
| Джим Бивер      | шериф Риттер                         |
| Тед Левин       | «Ржавый гвоздь» (Расти Нейл) (голос) |
| Мэттью Кимбро   | «Ржавый гвоздь» (Расти Нейл)         |

## Саундтрек
В фильме звучали песни:
- «You’re Mine» — Sinomatic
- «Lie» — Paco
- «When I Get Home» — Alien Crime Syndicate
- «Telephone Song» — Gene Bowen
- «Nothing Lies Still Long» — Pell Mell
- «If You’re Gonna Leave Me» — John Bohlinger
- «Weight» — Sarah Slean
- «Weightless» — Old 97’s
- «Shut Your Mouth» — Ultra V
- «Save Me» — Embrace
- «Not This Time» — Deep Audio feat. Heather Bradley
- «Take Me To Your Heaven» — Bill Bergman & The Metrojets
- «Everybody Loves Me But You» — Brenda Lee
- «I Wonder» — Brenda Lee
- «Anxiety» — Caroline Lavelle

### Инструментальная музыка
1. Communication (01:30)
2. The Walls Have Ears (01:42)
3. Everything’s Fine (00:44)
4. Re-Freshify (01:24)
5. Creaky Newport (00:40)
6. Wake Up Call (01:53)
7. Shake Your Tail Feather (01:21)
8. Ice Man Cometh (03:38)
9. Rusty Chases Boy (01:40)
10. Rusty Nails Boys (01:08)
11. CB Handler (01:16)
12. Ring-A-Ling (03:40)
13. Charlotte’s Web (02:10)
14. Dick’s-A-Hangin' (02:03)
15. Children Of Corn (06:14)
16. Light Up A Newport (01:03)
17. Chevy Propaganda (02:19)
18. Ridin' Shotgun (03:01)
19. A Load Of Trouble (05:15)
20. The Truck Checks In (04:05)
21. Asleep At The Wheel (02:07)
22. Rusty Rides On (01:27)
23. Mole Ases (03:22)
24. …It Wasn’t Comedy (02:54)